# Guntur (Distrikt)
Der Distrikt Guntur (Telugu: గుంటూరు జిల్లా) ist einer von 13 Distrikten des indischen Bundesstaates Andhra Pradesh. Verwaltungssitz des Distrikts ist die namensgebende Stadt Guntur.

## Lage
Der Distrikt liegt zentral im Binnenland von Andhra Pradesh. Seine natürliche nordöstliche Grenze wird vom Fluss Krishna gebildet. Die angrenzenden Distrikte sind im Süden Bapatla, im Osten Krishna, im Norden NTR und im Westen Palnadu.

## Geschichte

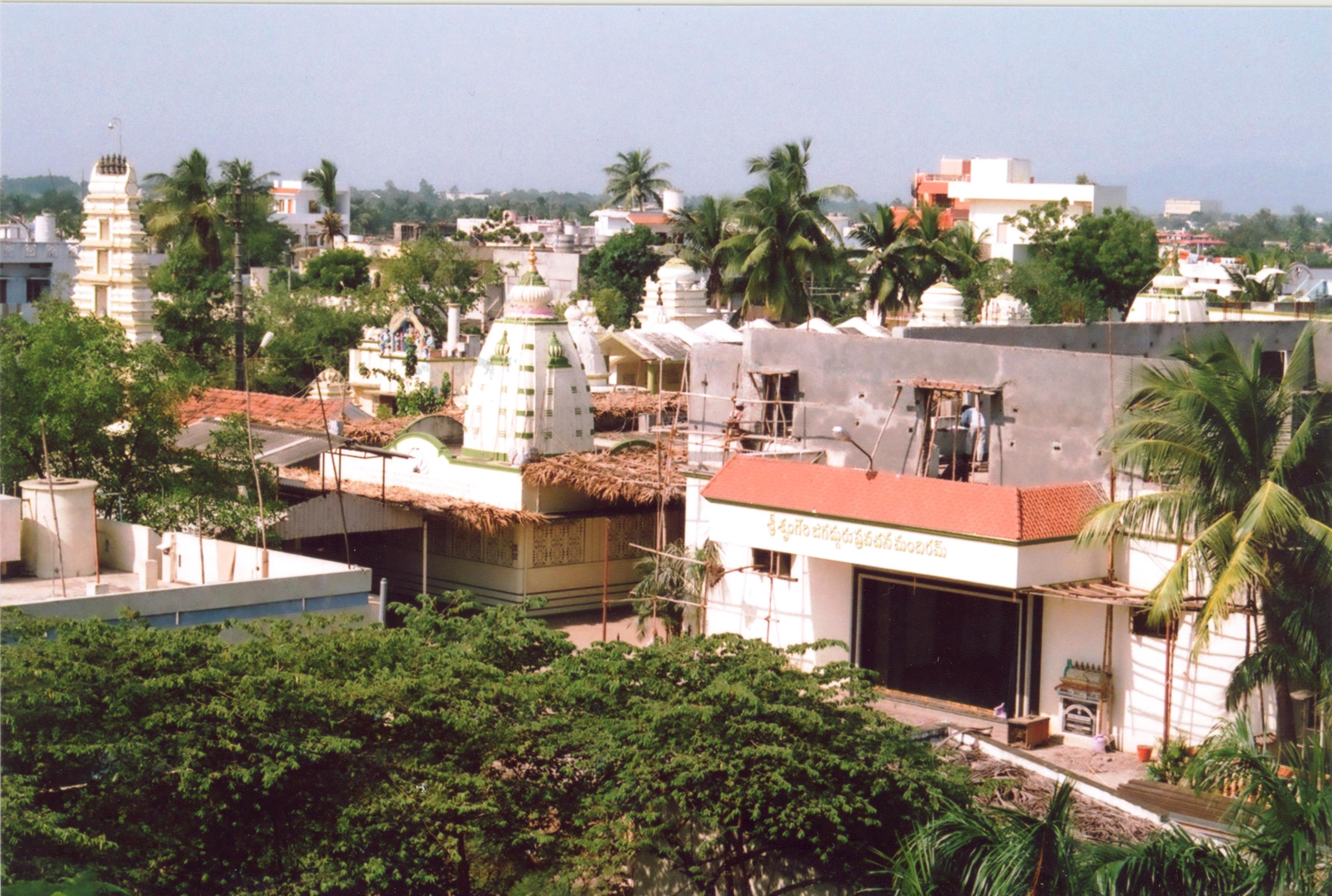
Sri Sringeri Muth in Guntur

Das Gebiet der sogenannten Northern Circars (etwa die Küstenregion des heutigen Andhra Pradesh) fiel nach dem Dritten Karnatischen Krieg 1765 an die Britische Ostindien-Kompanie. Administrativ wurde das Gebiet erst nach und nach organisiert. Am 24. März 1794 wurde ein erster district collector (Distriktvorsteher) mit Sitz in Guntur eingesetzt. 1801 trat der Nawab von Arcot das Hügelland des heutigen Distrikts Palnadu an die Kompanie ab. Der so gebildete Distrikt Guntur bestand bis zum Dezember 1859, als er aufgelöst und unter die benachbarten Distrikte Maslipatnam und Rajahmundry aufgeteilt wurde, die danach die Namen Krishna (anglisiert Kistna) und Godavari erhielten. Zum 1. Oktober 1904 wurde erneut ein Distrikt Guntur aus Teilen der Distrikte Krishna und Nellore gebildet. Die Distriktgrenzen blieben auch über das Ende der britischen Kolonialherrschaft im Jahr 1947 lange Zeit im Wesentlichen unverändert. Bis 1953 gehörte der Distrikt zum Bundesstaat Madras, und 1953 bis 1956 zum kurzlebigen Bundesstaat Andhra. 1956 kam er im States Reorganisation Act zum neu gebildeten Bundesstaat Andhra Pradesh. Im Februar 1970 wurden Teile des Distriktgebiets an den Distrikt Prakasam abgegeben. Der Distrikt hatte danach zunächst acht Taluks. Die Zahl der Taluks vermehrte sich in den Folgejahren durch Teilungen (ab 1. November 1977 11 Taluks, ab 1980 12 Taluks, ab 1982 19 Taluks). Zum 25. Mai 1985 erfolgte eine Verwaltungsreform und an die Stelle der Taluks traten 57 Mandals.

Distrikt Guntur in Andhra Pradesh vor der Neugliederung 2022

Im April 2022 wurde in ganz Andhra Pradesh eine Restrukturierung der Distriktorganisation umgesetzt. Die Zahl der Distrikte verdoppelte sich von bislang 13 auf 26. Der Distrikt Guntur verkleinerte sich dadurch drastisch in Bezug auf die Fläche von 11.391 km² auf 2.447 km² und in Bezug auf die Einwohnerzahl von 4.889.230 auf 2.091.075 Einwohner. Aus den 28 (nord-)westlichen Taluks wurde der neue Distrikt Palnadu gebildet. 12 südöstliche Taluks gingen an den neu gebildeten Distrikt Bapatla.

## Bevölkerung
Da der Distrikt 2022 neu strukturiert wurde gibt es keine direkt ablesbaren Zahlen zu den Bevölkerungsverhältnissen aus den Daten der Volkszählung 2011. Nach Angaben der Distriktwebseite hatte der Distrikt in seinen neuen Grenzen 2.091.075 Einwohner und eine Fläche von 2447 km². 54,8 % der Bevölkerung lebten in städtischen Siedlungen. Die Alphabetisierungsrate lag bei 74,15 % (Volkszählung 2011).

## Verwaltungsgliederung
Im Jahr 2024 war der Distrikt in zwei Divisionen und 18 Mandals untergliedert:
- Division Guntur mit den zehn Mandals Guntur East, Guntur West, Medikonduru, Pedakakani, Pedanandipadu, Phirangipuram, Prathipadu, Tadikonda, Thullur, Vatticherukuru.
- Division Tenali mit den acht Mandals Mangalagiri, Tadepalle, Duggirala, Kollipara, Chebrolu, Kakumanu, Ponnur, Tenali.

## Wirtschaft
Der Großteil der arbeitenden Bevölkerung ist in der Landwirtschaft beschäftigt. Etwa 1560 km² werden im Ackerbau genutzt. Hauptanbauprodukte sind Reis, Sorghumhirse (Jowar), Mais, Perlhirse (Bajra), sowie neben Getreidearten Urdbohnen (black gram), Mungbohnen (green gram), Kichererbsen (Bengal gram), Straucherbsen (red gram), Baumwolle, Paprika, Kurkuma und Tabak. An Gewerbebetrieben gibt es Baumwollspinnereien.